# ナイリクタイパン
ナイリクタイパン（学名: Oxyuranus microlepidotus）はコブラ科タイパン属のヘビ。

## 分布
オーストラリア大陸

## 形態
全長平均1.8mで、最大2.5mになる。
強力な神経毒を獲物に流し込み襲う、注入する毒の量は最高で110 mg。

## 生態
森林・農耕地に生息し、小型の哺乳類を食べる。
地球上の毒ヘビの中で最も強力な毒を持つと言われている。その毒の強さはキングコブラの約50倍、ニホンマムシの約800倍にも達し、一度に成人男性100人（マウスなら約12万5000匹）を殺せるとも言われるが、幸いなことにこのヘビは人家の近くに現れることはまずない上に性格もおとなしく攻撃性が低いため、人間が咬まれる事故はほとんど起きていない。また、現在では血清注射も完成されているため、このヘビによる人間の死亡例は記録されていない。